# Antón Arieta
Antón Arieta-Araunabeña Piedra, conocido como Arieta II (Durango, Vizcaya, 6 de enero de 1946 - 7 de mayo de 2022), fue un futbolista español. Jugó de delantero en Primera División con el Athletic Club y Hércules C.F.
Era el hermano menor de Eneko Arieta, quien también fue delantero del Athletic Club.

## Trayectoria
En el Athletic Club se le conoció por Arieta II porque su hermano mayor, Eneko Arieta, también jugaba en el equipo cuando subió al primer equipo en 1964. Debutó el 13 de septiembre de 1964, en una victoria ante el Elche (2-1). En su primera campaña, le arrebató la titularidad a su hermano Eneko. Con el paso de las temporadas, formó una de las delanteras más reconocidas del club junto a Argoitia, Uriarte, Clemente y Rojo. Con el Athletic logró dos Copas del Generalísimo en 1969 y 1973, marcando gol en ambas finales.
En la temporada 1974-75 se unió en el Hércules Club de Fútbol donde, en su primera temporada, a las órdenes de Arsenio Iglesias el equipo herculano consiguió la mejor clasificación de su historia en Primera división (5.º puesto). Tras una temporada más en Alicante, puso fin a su carrera futbolística.
En octubre de 1974 su nombre saltó a la prensa cuando se descubrió en el panteón familiar de Durango, un depósito de explosivos.

## Selección nacional
Fue internacional absoluto con España en siete encuentros, logrando tres goles. Debutó el 11 de febrero de 1970 ante Alemania (2-0), logrando los dos goles del combinado español. El 12 de enero de 1973 jugó su último partido con la selección, ante Hungría, marcando el único gol del partido.

## Estadísticas
| Club                   | Temporada | Posición | Liga  | Liga  | Copas Nacionales(1) | Copas Nacionales(1) | Copas Internacionales | Copas Internacionales | Total | Total | Media goleadora() |
| Club                   | Temporada | Posición | Part. | Goles | Part.               | Goles               | Part.                 | Goles                 | Part. | Goles | Media goleadora() |
| ---------------------- | --------- | -------- | ----- | ----- | ------------------- | ------------------- | --------------------- | --------------------- | ----- | ----- | ----------------- |
| Athletic Club / España | 1964-65   | 1.ª      | 29    | 12    | 8                   | 3                   | 8                     | 0                     | 45    | 15    | 0,33              |
| Athletic Club / España | 1965-66   | 1.ª      | 20    | 5     | 9                   | 2                   |                       |                       | 29    | 7     | 0,23              |
| Athletic Club / España | 1966-67   | 1.ª      | 28    | 9     | 9                   | 2                   | 2                     | 0                     | 39    | 11    | 0,28              |
| Athletic Club / España | 1967-68   | 1.ª      | 28    | 12    | 5                   | 2                   | 6                     | 2                     | 39    | 16    | 0,41              |
| Athletic Club / España | 1968-69   | 1.ª      | 19    | 2     | 7                   | 2                   | 7                     | 0                     | 33    | 4     | 0,15              |
| Athletic Club / España | 1969-70   | 1.ª      | 27    | 4     | 8                   | 2                   | 2                     | 0                     | 37    | 6     | 0,16              |
| Athletic Club / España | 1970-71   | 1.ª      | 26    | 4     | 2                   | 0                   | 2                     | 0                     | 30    | 4     | 0,13              |
| Athletic Club / España | 1971-72   | 1.ª      | 33    | 7     | 6                   | 2                   | 4                     | 3                     | 43    | 12    | 0,3               |
| Athletic Club / España | 1972-73   | 1.ª      | 20    | 3     | 6                   | 2                   |                       |                       | 26    | 5     | 0,19              |
| Athletic Club / España | 1973-74   | 1.ª      | 31    | 3     | 2                   | 0                   | 4                     | 0                     | 37    | 3     | 0,08              |
| Athletic Club / España | Total     | Total    | 261   | 61    | 62                  | 17                  | 35                    | 5                     | 358   | 83    | 0,23              |
| Hércules España        | 1974-75   | 1.ª      | 32    | 6     | 4                   | 0                   |                       |                       | 36    | 6     | 0,15              |
| Hércules España        | 1975-76   | 1.ª      | 12    | 1     | 4                   | 0                   |                       |                       | 16    | 1     | 0,05              |
| Hércules España        | Total     | Total    | 44    | 7     | 8                   | 0                   |                       |                       | 52    | 7     | 0,1               |
| Total                  | Total     | Total    | 305   | 68    | 70                  | 17                  | 35                    | 5                     | 410   | 90    | 0,22              |

## Clubes
| Club           | País   | Periodo   | Liga PJ (G) | Copa PJ (G) |
| -------------- | ------ | --------- | ----------- | ----------- |
| Athletic Club  | España | 1964-1974 | 261 (61)    | 62 (17)     |
| Hércules C. F. | España | 1974-1976 | 44 (7)      |             |

## Palmarés
| Título                | Club          | País   | Año  |
| --------------------- | ------------- | ------ | ---- |
| Copa del Generalísimo | Athletic Club | España | 1969 |
| Copa del Generalísimo | Athletic Club | España | 1973 |